# Отречение Петра (картина Рембрандта)
«Отречение Петра» (нидерл. De verloochening van Petrus) — картина голландского художника Рембрандта на библейскую тему, написанная в 1660 году. Находится в Государственном музее Амстердама.

## Сюжет
На картине изображён момент отречения апостола Петра, один из эпизодов Страстей Христовых. Во время тайной вечери Христос предсказал Петру, что тот трижды отречётся от него сегодня, прежде чем запоёт петух.

## История
Полотно долгое время находилось в Париже. Сначала оно принадлежало маркизу де Войеру, затем графу де Ванс (1760—1760) и графу де Бодуин (1780—1780). Затем картину приобрела императрица Екатерина Великая для своей коллекции в Санкт-Петербурге. До 1933 года картина была в Эрмитаже. При распродаже картин Эрмитажа в 1930-х годах это полотно было приобретено музеем Амстердама и с 1933 года входит в его коллекцию.
Рембрандт никогда не путешествовал в Италию, как это делали многие его современники. Поэтому считается, что его трактовка таких тем, как «Отречение», в значительной степени основывалась на гравюрах, основанных на иностранных работах. В этом случае есть две гравюры, обе основанные на картинах фламандского художника Герарда Зегерса, которые использовались в «Отрицании» Рембрандта. Первая — работа Схелте Болсверта,  вторая — гравюра Джованни Антонио де Паоли.

## Описание
Служанка держит свечу, освещая лицо Петра, чтобы удостовериться, что он был с Иисусом, но Пётр отрицает это. На переднем плане Рембрандт изобразил служанку с солдатами и отрекающегося Петра, а на заднем плане в правом верхнем углу — Христа со связанными сзади руками, который может лишь наблюдать предательство перед тем, как его уведут.